# Physalis hederifolia
Physalis hederifolia är en potatisväxtart som beskrevs av Asa Gray. Physalis hederifolia ingår i släktet lyktörter, och familjen potatisväxter.

## Underarter
Arten delas in i följande underarter:
- P. h. comata
- P. h. fendleri
- P. h. palmeri

## Bildgalleri

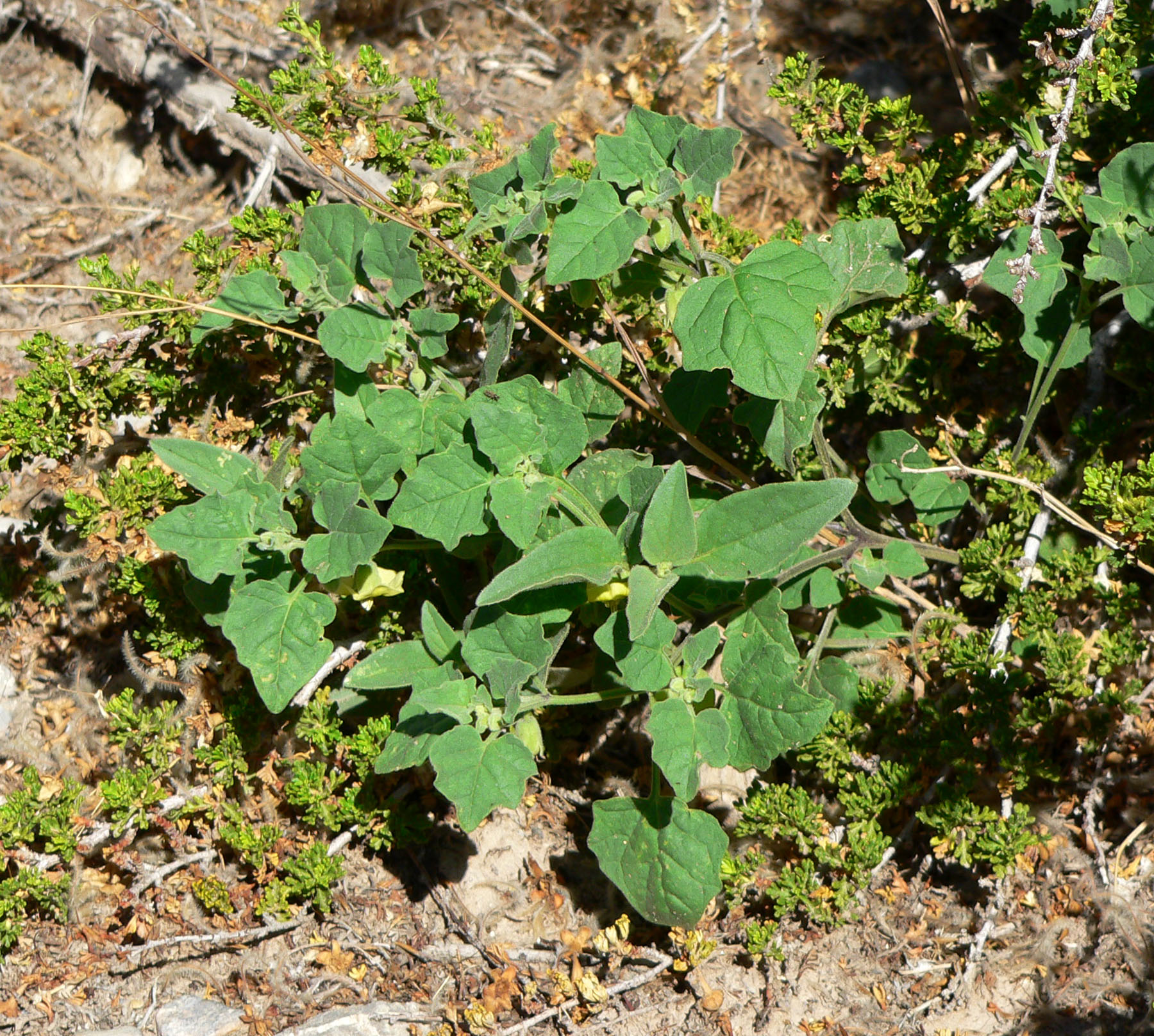
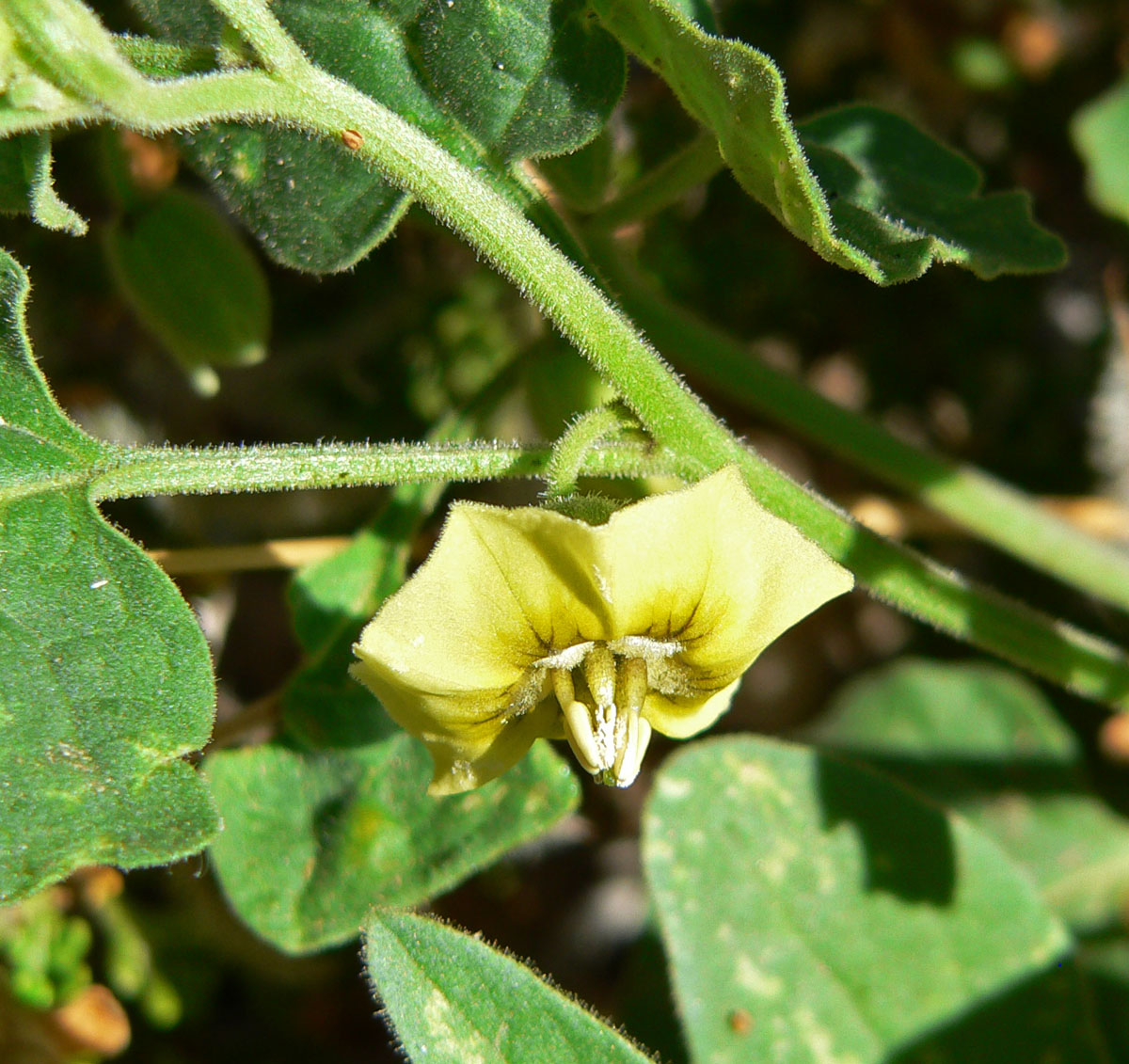
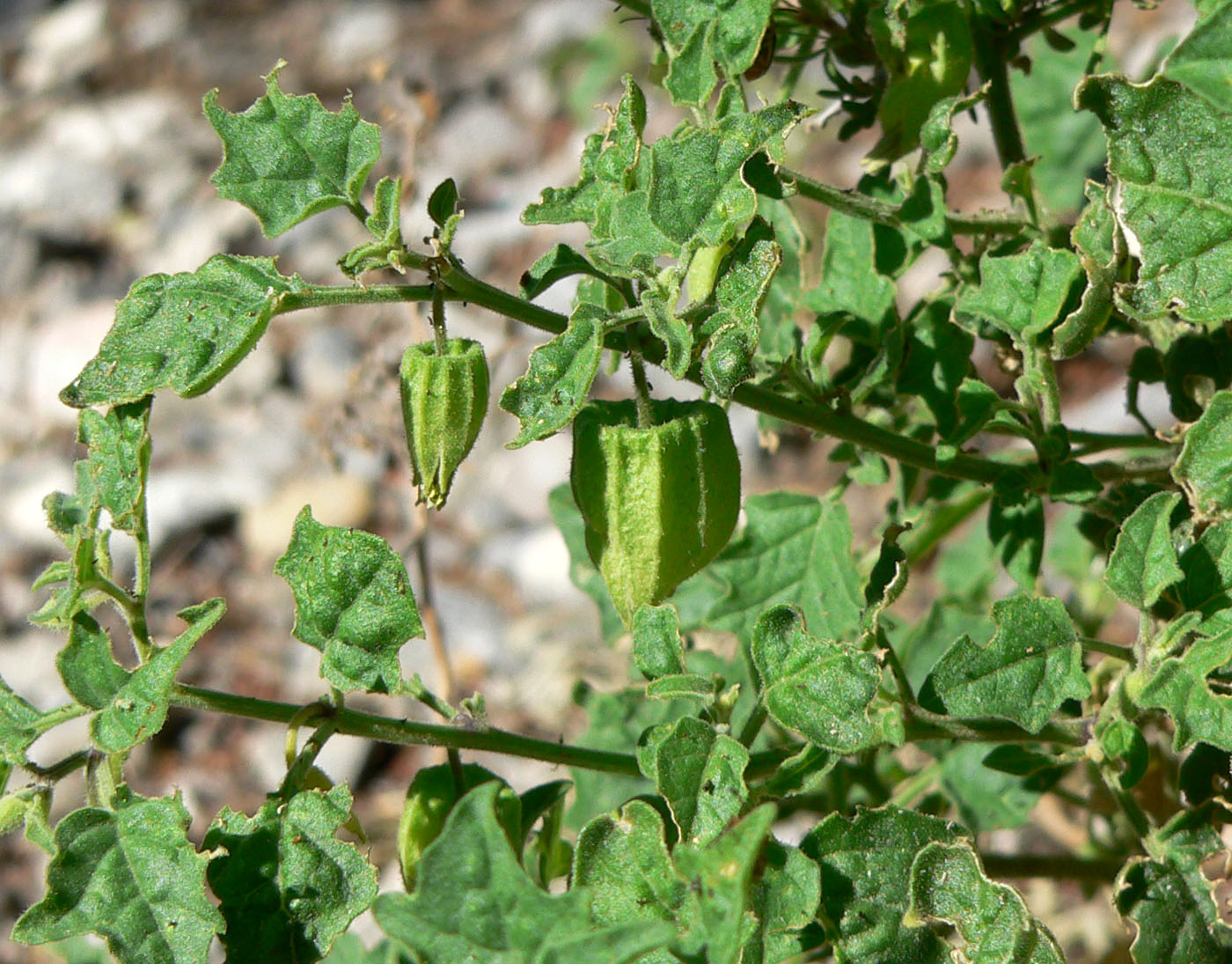
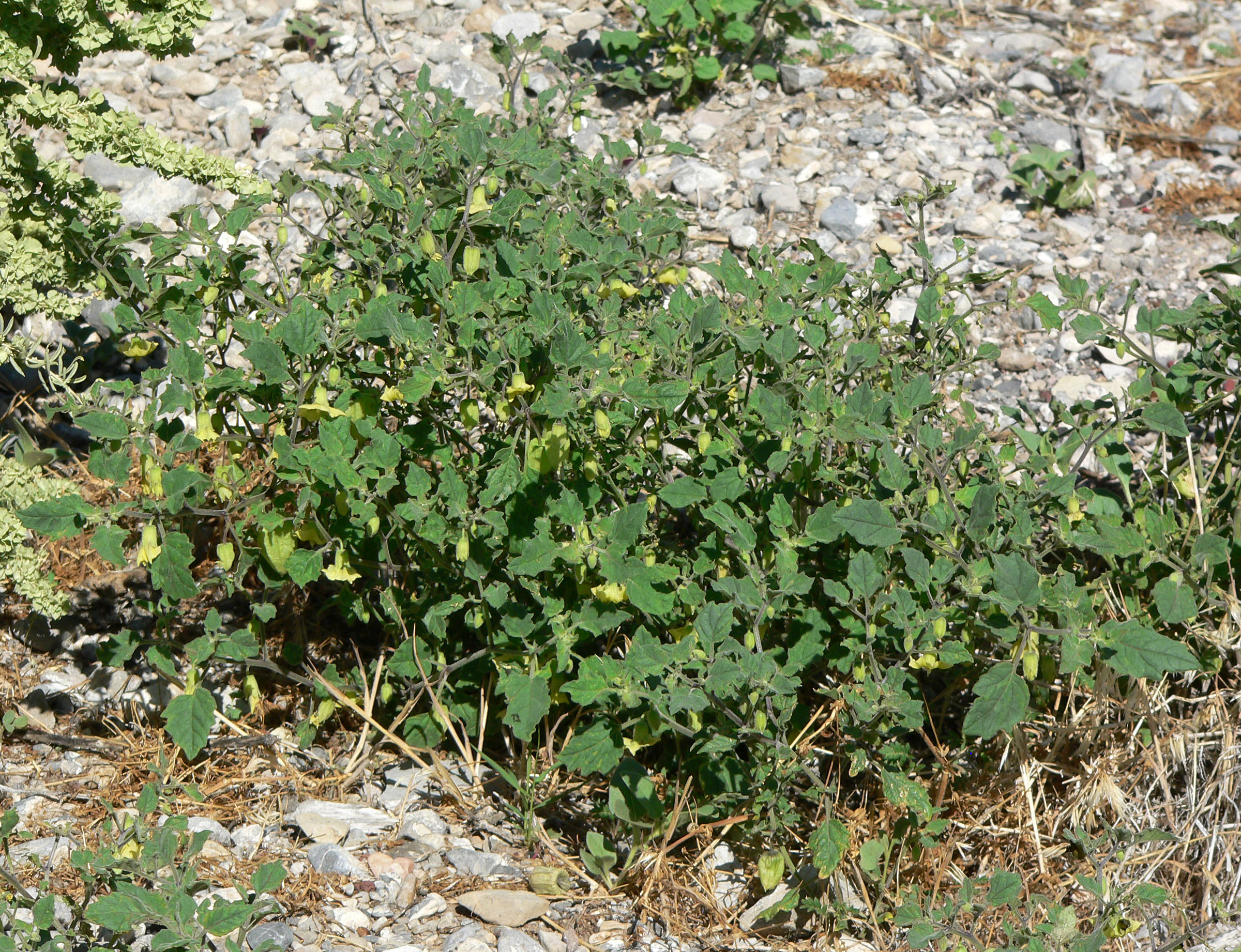
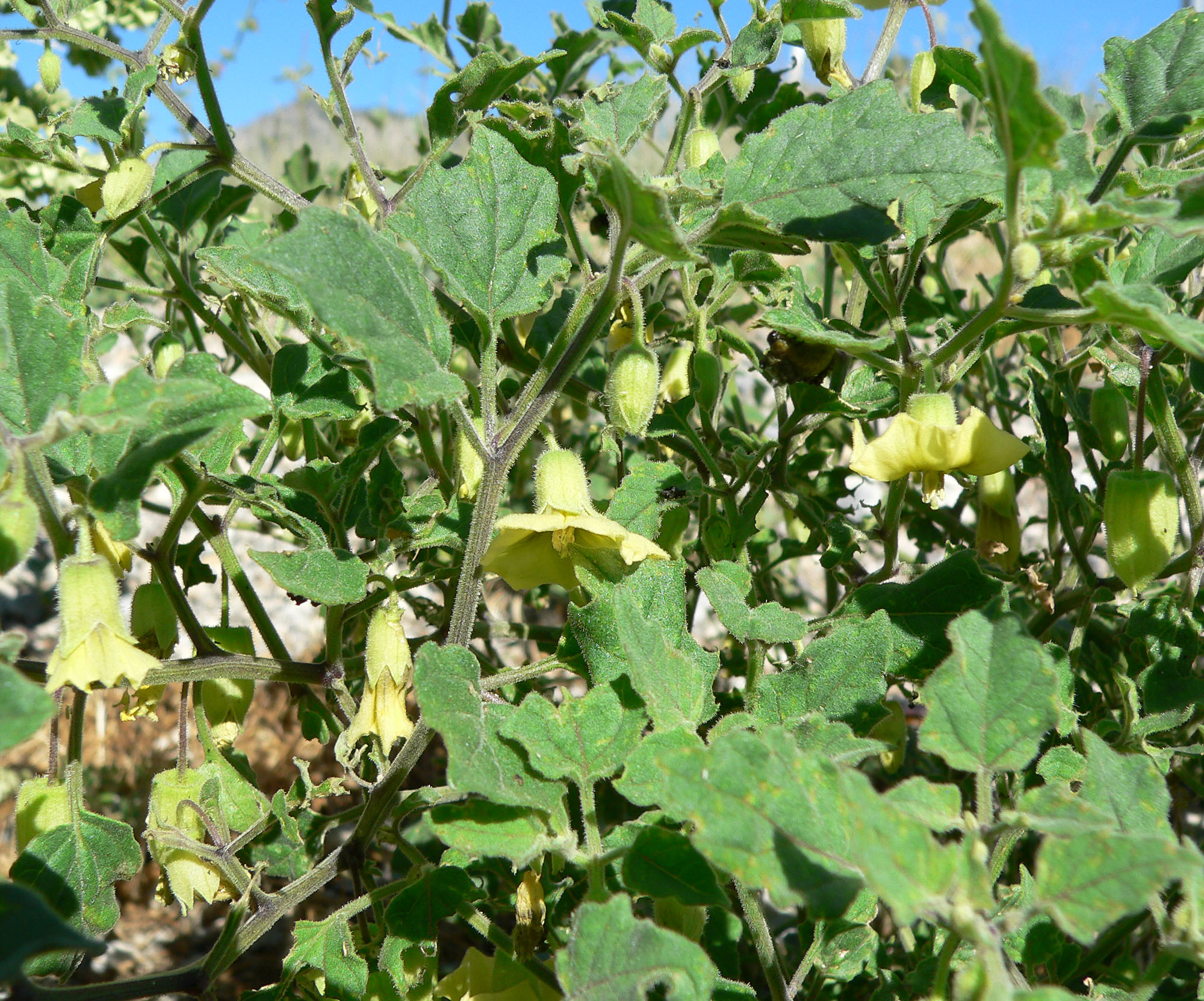
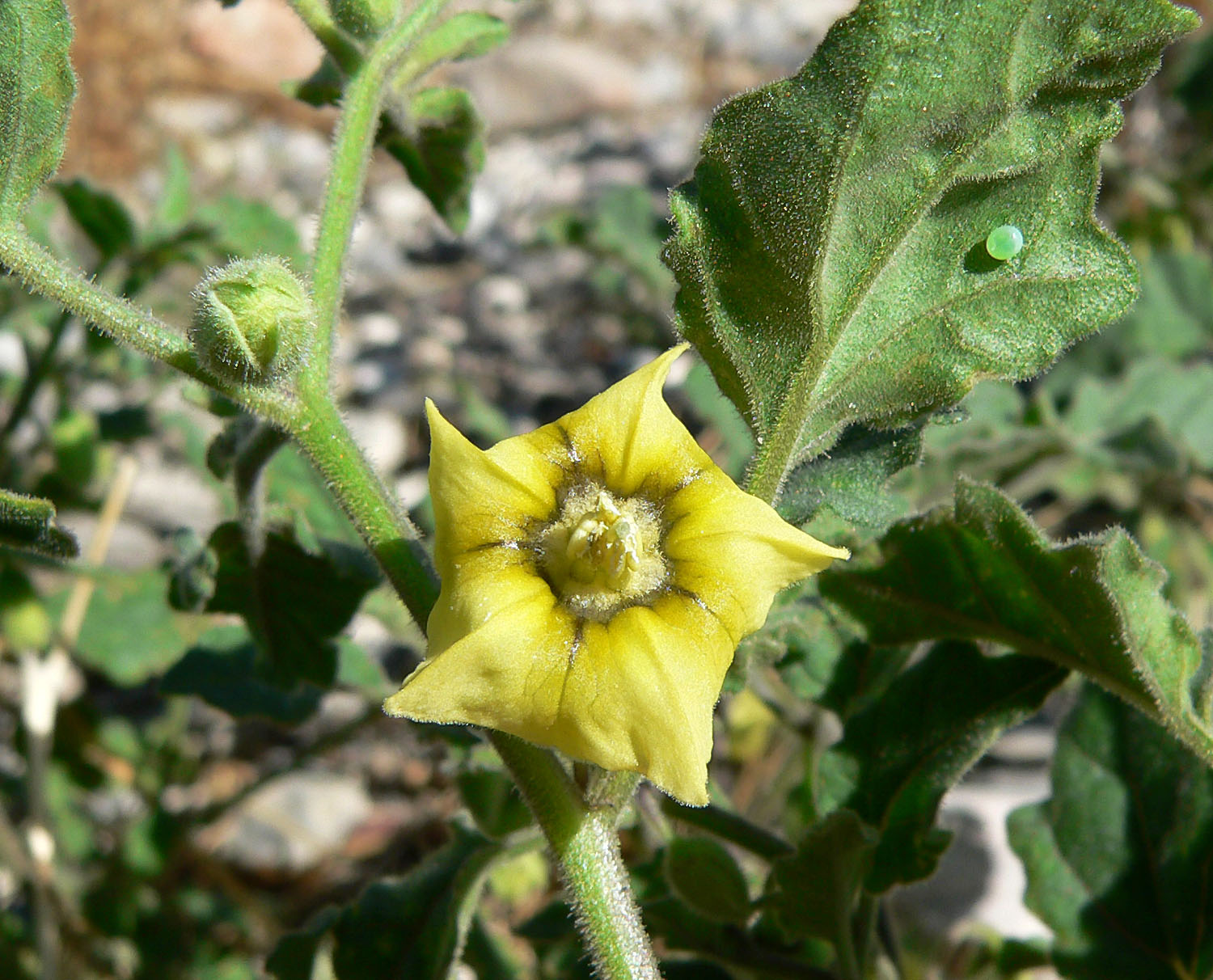